# Giorgilorio
Giorgilorio is een plaats (frazione) in de Italiaanse gemeente Surbo.